# Campeonato de Serbia de Ciclismo Contrarreloj
Los Campeonatos de Serbia de Ciclismo en Ruta fueron creados en el año 2000. De 2000 a 2002, bajo el nombre de Campeonatos de Yugoslavia de Ciclismo en Ruta, después de 2003 a 2006, Campeonatos de Serbia y Montenegro de Ciclismo en Ruta. De 2000 a 2006, los ciclistas serbio y montenegrinos pueden disputar. A partir del 2007, la carrera se centra únicamente en los ciclistas de Serbia.

## Palmarés

### Campeonato de Yugoslavia / Serbia y Montenegro
| Año  | Campeón              | Segundo           | Tercero           |
| 2000 | Aleksandar Nikačević | Goran Simić       | Dragomir Zivković |
| 2001 | Mikoš Rnjaković      | Goran Simić       | Mico Brković      |
| 2002 |                      |                   |                   |
| 2003 | Mikoš Rnjaković      | Ivan Stević       | Nebojša Jovanović |
| 2004 | Mikoš Rnjaković      | Nebojša Jovanović | Žolt Der          |
| 2005 | Žolt Der             | Esad Hasanović    | Mikoš Rnjaković   |
| 2006 | Žolt Der             | Nebojša Jovanović | Goran Smelcerović |

### Campeonato de Serbia
| Año  | Campeón        | Segundo           | Tercero             |
| 2007 | Esad Hasanović | Žolt Der          | Goran Smelcerović   |
| 2008 | Esad Hasanović | Žolt Der          | Dragan Spasić       |
| 2009 | Žolt Der       | Esad Hasanović    | Dragan Spasić       |
| 2010 | Esad Hasanović | Nikola Stefanović | Milanko Petrović    |
| 2011 | Žolt Der       | Esad Hasanović    | Nikola Stefanović   |
| 2012 | Ivan Stević    | Nikola Kozomara   | Esad Hasanović      |
| 2013 | Esad Hasanović | Gabor Kasa        | Miloš Borisavljevic |
| 2014 | Gabor Kasa     | Ivan Stević       | Marko Danilović     |
| 2015 | Gabor Kasa     | Jovan Rajkovic    | Zoltan Cipak        |
| 2016 | Dušan Rajović  | Dušan Kalaba      | Stefan Stefanović   |
| 2017 | Dušan Rajović  | Stefan Stefanović | Stevan Klisurić     |
| 2018 | Veljko Stojnić | Ognjen Ilić       | Andrej Galović      |
| 2019 | Ognjen Ilić    | Veljko Stojnić    | Stevan Klisurić     |
| 2020 | Veljko Stojnić | Ognjen Ilić       | Dušan Veselinović   |
| 2021 | Ognjen Ilić    | Stevan Klisurić   | Stefan Stefanović   |
| 2022 | Dušan Rajović  | Ognjen Ilić       | Veljko Stojnić      |
| 2023 | Ognjen Ilić    | Đorđe Đurić       | Veljko Stojnić      |
| 2024 | Dušan Rajović  | Ognjen Ilić       | Veljko Stojnić      |
| 2025 | Dušan Rajović  | Ognjen Ilić       | Đorđe Đurić         |